# Evangelische Kirche (Plesná)

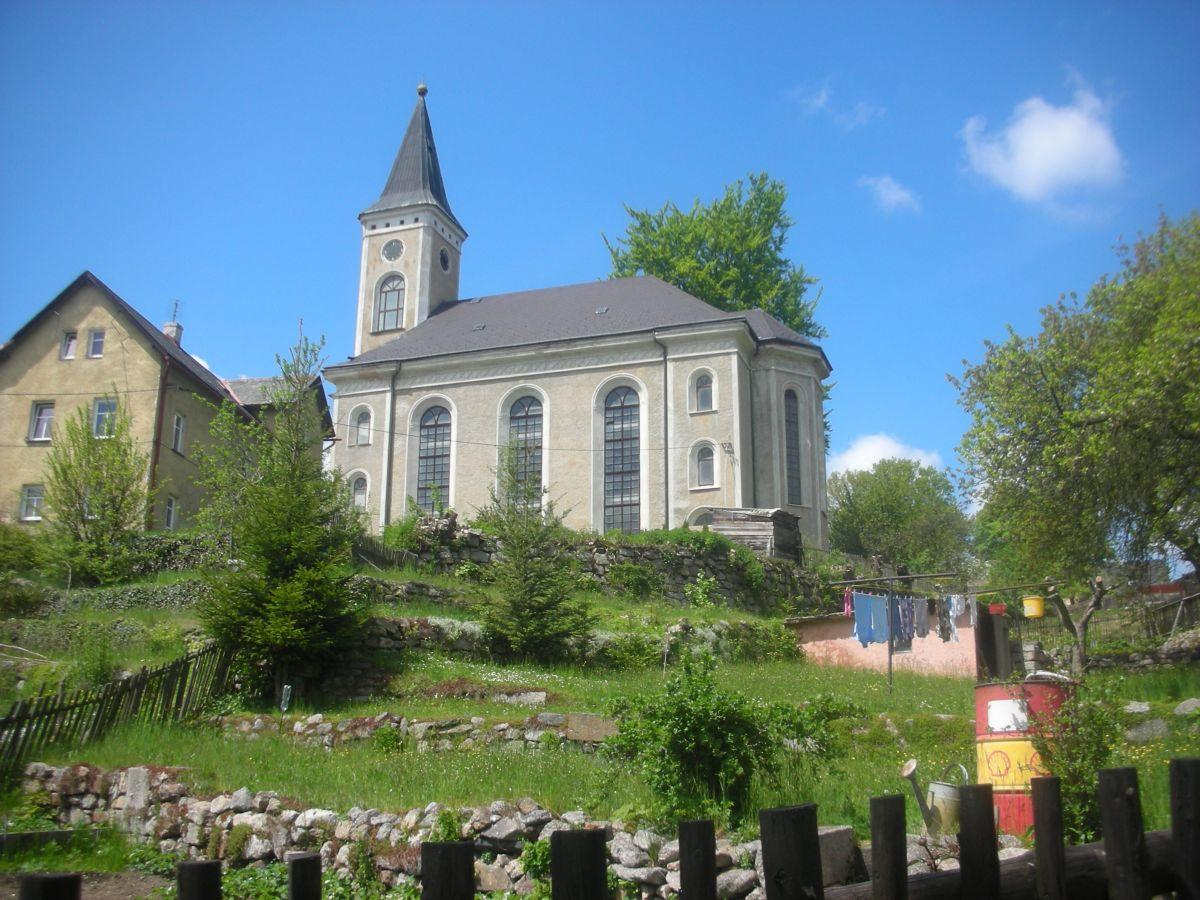
Plesná, evangelische Kirche

Die Evangelische Kirche war die evangelisch-lutherische Pfarrkirche der Stadt Plesná (deutsch Fleißen) im Karlovarský kraj in Tschechien.
Durch die grenznahe Lage zu Sachsen kam es im 16. Jahrhundert zu einer Ausbreitung des Protestantismus, so dass Fleißen 1563 als Filialgemeinde von Brambach eingerichtet wurde. Auch über die Zeit der Gegenreformation vermochte sich in Fleißen eine kryptoprotestantische Gemeinde zu halten, so dass die evangelischen Glaubensangehörigen von Eger hier den Gottesdienst besuchten. Nach den Toleranzpatent von 1781 erfolgte schließlich 1834 eine Neugründung der Gemeinde. Die Kirche wurde 1848 im Rundbogenstil erbaut. Seit 1945 dient die Kirche der Gemeinde der Evangelischen Kirche der Böhmischen Brüder.